# Szűz Mária királyi társaskáptalani templom
A Szűz Mária királyi társaskáptalani templom (spanyolul: Real Colegiata de Santa María) a spanyolországi Roncesvalles egyik 13. századi műemléke. A Szent Jakab-út által is érintett templomot a francia gótika egyik legszebb példájának tartják az egész Pireneusi-félszigeten.

## Története
A templom létrejöttét a Szent Jakab-útnak köszöneti. 813-ban felfedezték Jakab apostol sírját Compostelában, és miután ennek híre ment, az egész keresztény világból folyamatosan zarándokok sokasága indult el felkeresni a szent helyet. Az egyik fő útvonal Roncesvallesnél vezetett át a Pireneusokon, ezért a hágónál már a 12. században felépítettek egy olyan kolostort, amely szállást tudott nyújtani az itt elhaladóknak. Később a pamplonai püspök és I. Alfonz aragóniai király támogatásával felépült a hágón túli, valamivel síkabb vidéken is egy szálláshely és elkezdett kialakulni maga ez az épületegyüttes, amelynek a Szűz Mária-templom is része. A templom a 13. század elején épült fel, többek között VII. Sancho navarrai király támogatásával. A pontos évszámok nem ismertek, de a legvalószínűbb időszak 1215 és 1221 közé tehető.
A középkorban újabb épületeket emeltek a templom körül, amelynek jelentősége a hozzá tartozó birtokok nagysága és az ide érkező számos zarándok miatt nagy mértékben megnőtt. 1445-ben, 1468-ban és 1626-ban tűzvész pusztított Roncesvallesben, 1600-ban pedig a nagy mennyiségű hó súlya alatt beomlott a templomhoz tartozó kerengő. A 17. századtól az egész Szent Jakab-út hanyatlani kezdett, ez pedig hasonló sorsra juttatta a templomot is. A 20. századtól kezdődött el a lassú újjászületés: ma már ismét sokak zarándokolnak Compostelába, közülük pedig sokan választják kiindulópontul a roncesvallesi templomot.

## Leírás
A templom Észak-Spanyolországban, a Pireneusok déli oldalán fekvő Roncesvalles településen található a francia határt Pamplonával összekötő N-135-ös út mentén. Az egész települést mindössze a templom és a hozzá tartozó épületek, valamint néhány szálláshely alkotja.
Maga a templom háromhajós, a bordás keresztboltozatos középső hajó kétszer olyan széles, mint a másik kettő. A főhajó hátsó része ötszögletűen záródik; ezt a területet modern üvegfestéssel díszített gótikus ablakok világítják meg. A hajókat elválasztó oszlopsorok váltakozó vastagságú, kör keresztmetszetű oszlopokból állnak. A főhomlokzat csúcsíves főkapuja mellett egy szintén csúcsíves ikerablak, fölötte nagyméretű rózsaablak található, tőle balra pedig egy zömök torony áll: ezt a 14. században toldották hozzá.
A főoltárt Szűz Mária 14. századi, fából faragott és ezüsttel és aranyozott díszekkel ellátott szobra díszíti. Az eredetileg gótikus kerengőt ciszterci stílusban építették újjá. Innen nyílik a Szent Ágoston-kápolna, ami egy négyzet alaprajzú, gótikus káptalanház volt: itt található VII. Sancho navarrai király sírja, amelynek tetején egy 13. századi fekvő szobor is megjeleníti az uralkodót. A helyiséget egy olyan színes üvegablak világítja meg, amely a 20. század elején készült, és amely a király 1212-ben Navas de Tolosánál aratott, mórok feletti győzelmét ábrázolja. Ehhez a csatához kapcsolja a hagyomány azokat a láncokat, amelyek szintén ebben a kápolnában vannak elhelyezve, és amelyek a legenda szerint Navarra címerében is megjelennek.

## Képek

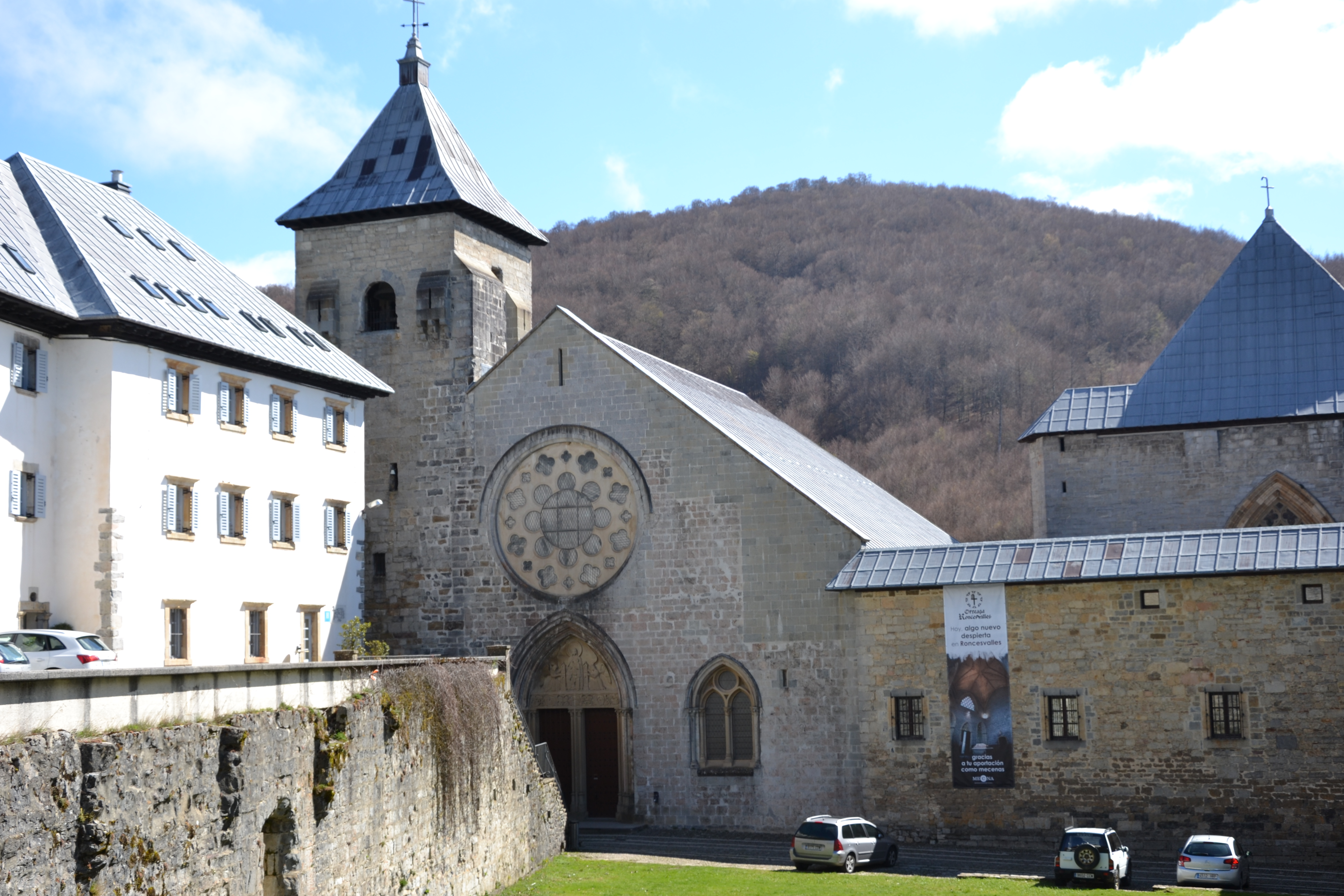
A templom és környezete
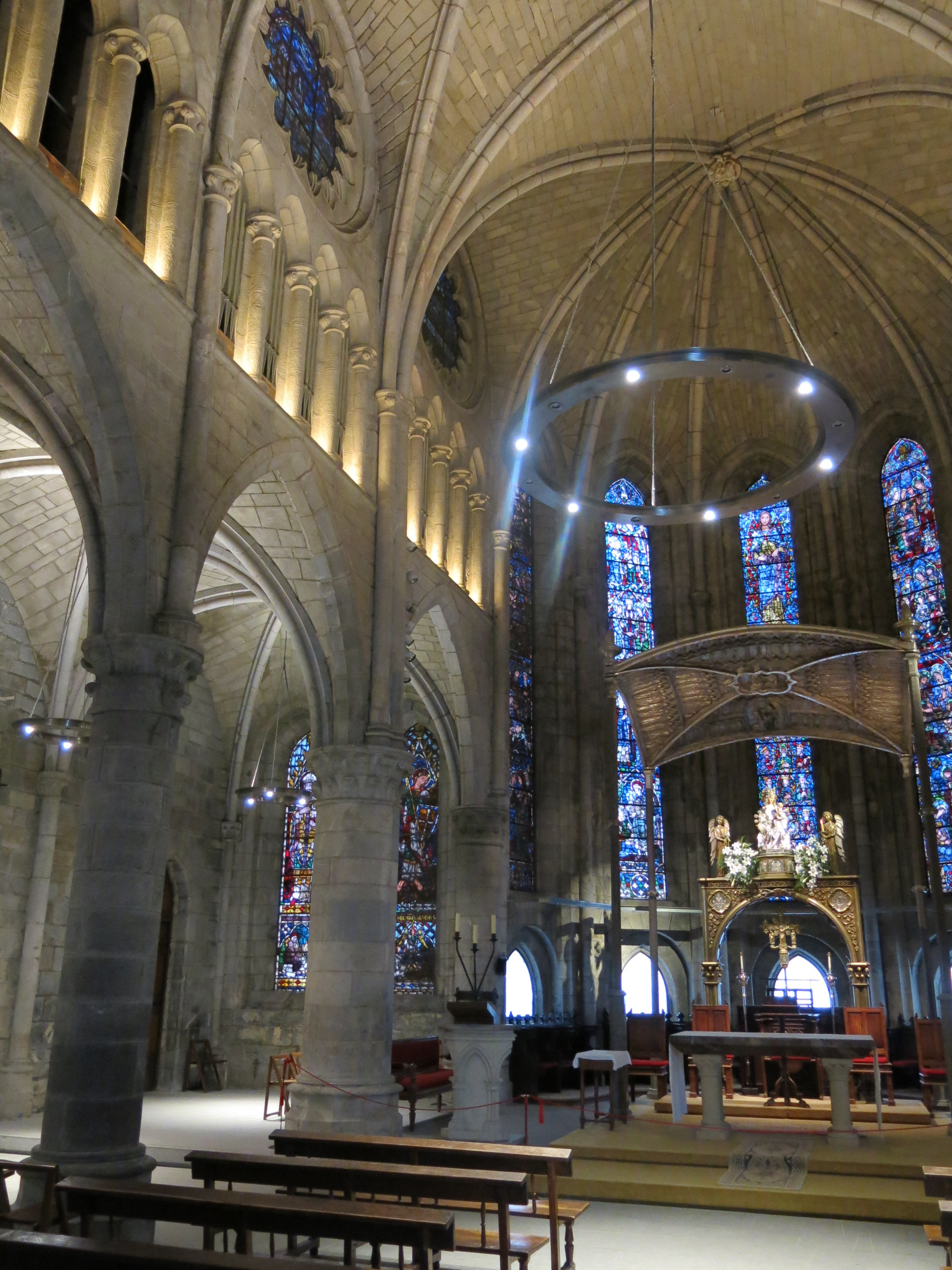
Belső kép
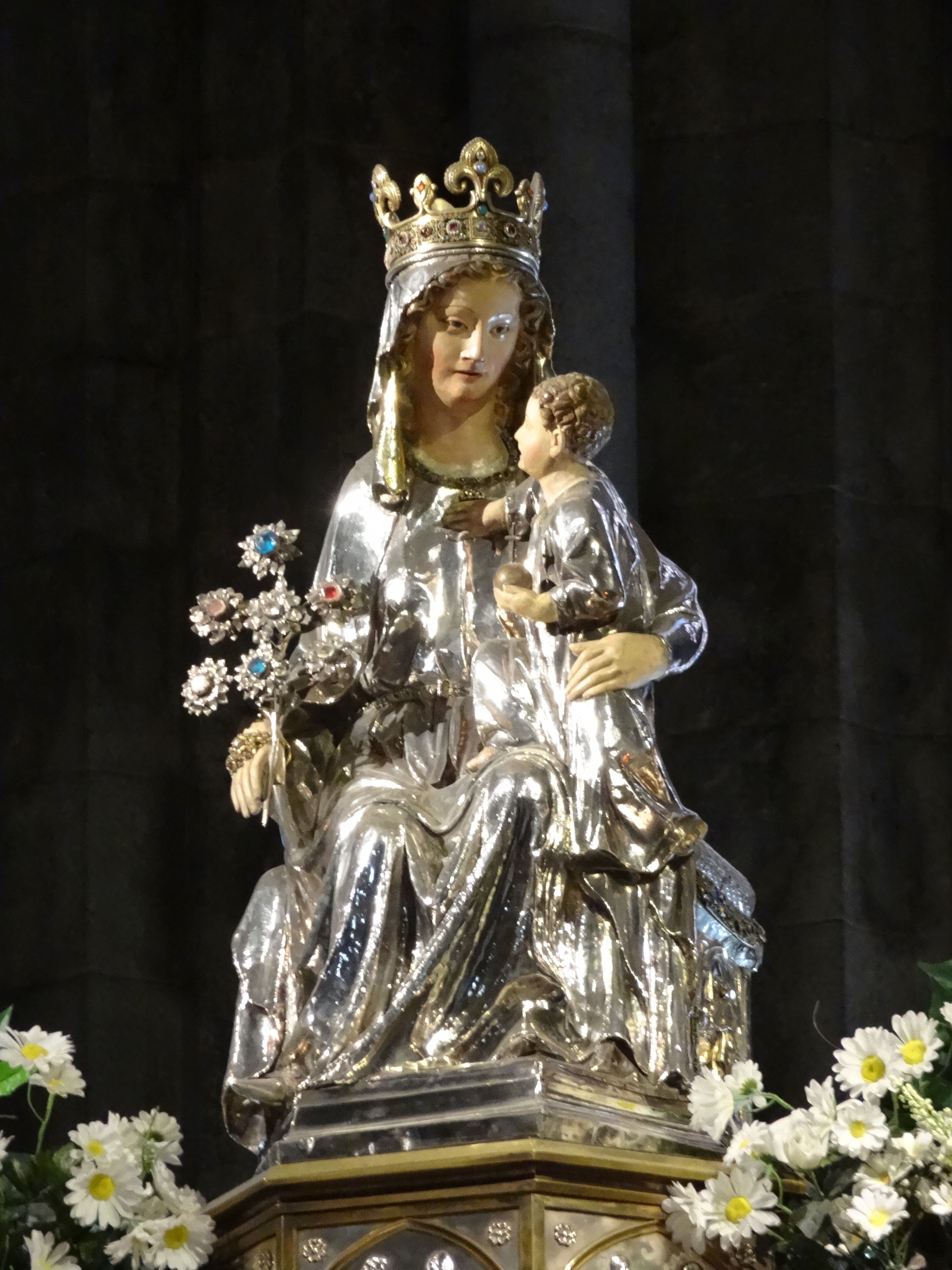
Mária-szobor
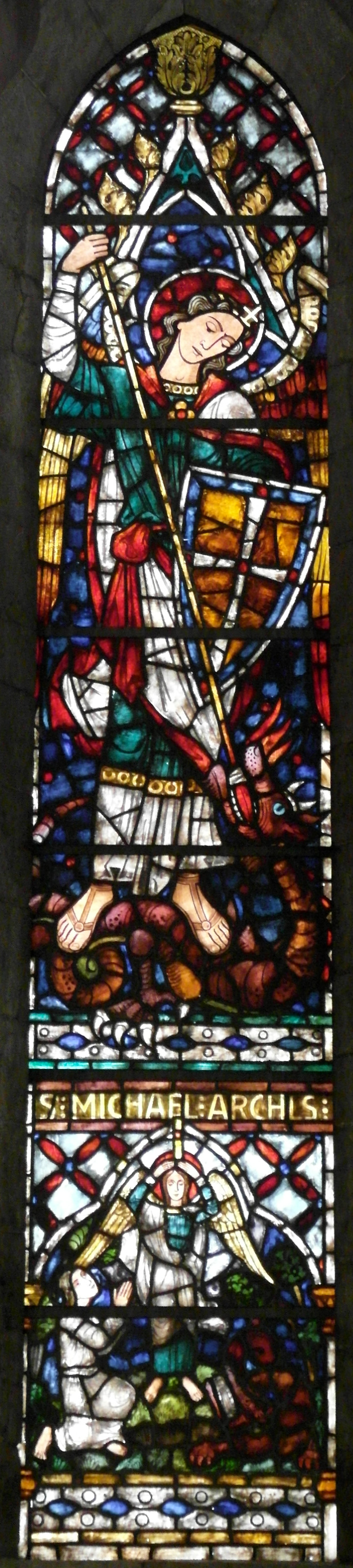
Színes üvegablak
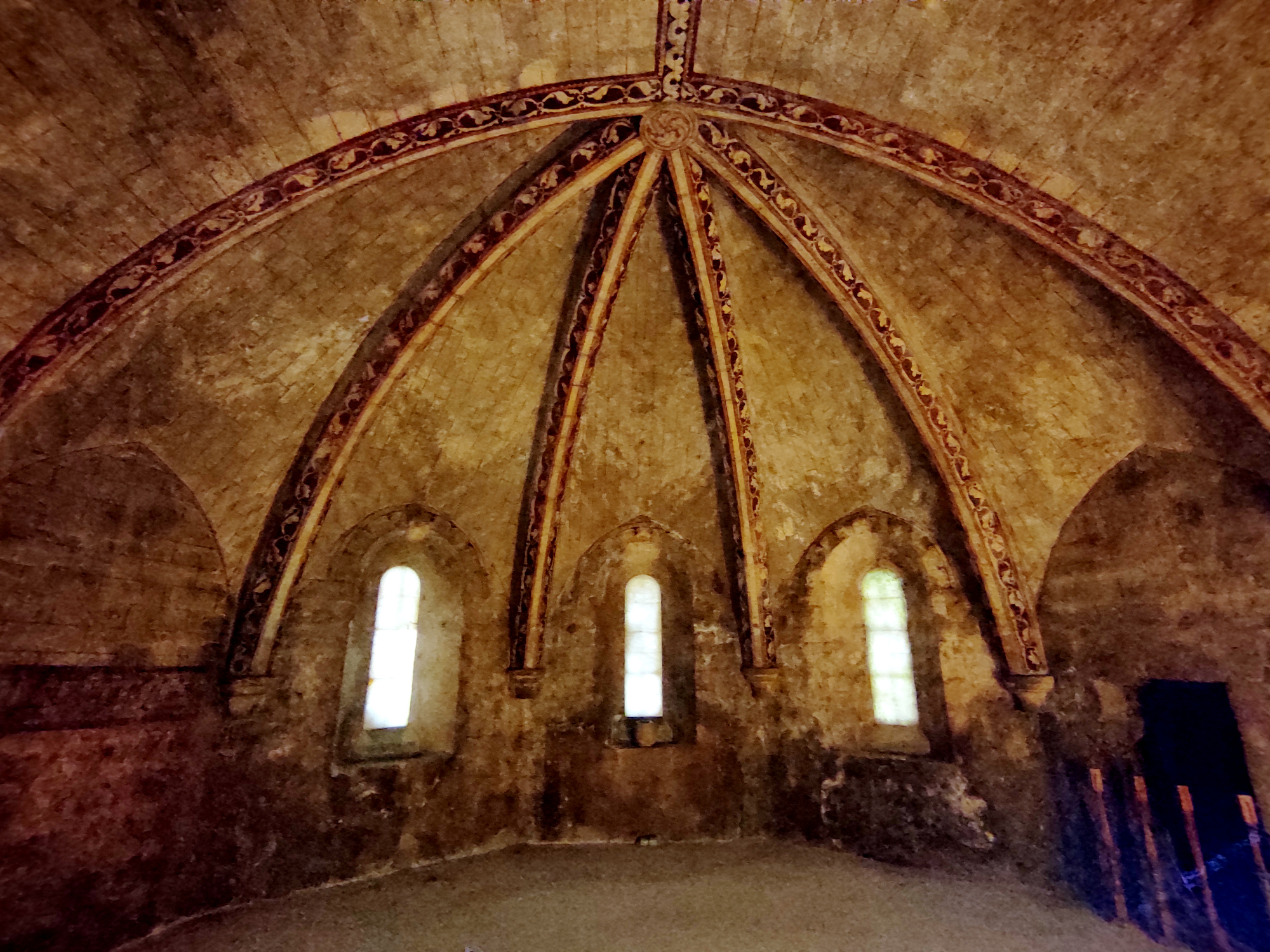
A templom kriptája